# 凤鸣乡 (雅安市)
凤鸣乡，是中华人民共和国四川省雅安市雨城区曾经下辖的一个乡。所产的毛峰茶称为凤鸣毛峰，现在称为峨眉毛峰。
2019年12月，撤销凤鸣乡，将其所属行政区域划归草坝镇管辖。

## 行政区划
凤鸣乡撤销前下辖以下地区：
龙船村、大元村、柳良村、硝坝村、顶峰村、庆丰村和桂花村。